# Tetrahydroxy-1,4-benzochinonbisoxalaat
Tetrahydroxy-1,4-benzochinonbisoxalaat is een chemische verbinding, een koolstofoxide met de formule {\displaystyle {\ce {C10O10}}}. Het molecuul is opgebouwd rond een 1,4-benzochinonkern, waarbij de vier waterstof-atomen vervangen zijn door twee oxalaat-groepen. De stof kan ook gezien worden als een viervoudige ester van tetrahydroxy-1,4-benzochinon met oxaalzuur.
De verbinding is voor het eerst beschreven door H.S. Verter et al in 1968. Het werd verkregen door tetrahydroxy-1,4-benzochinon met oxalylchloride in THF te laten reageren. De verbinding kristalliseerde als THF-gesolvateerde gele vaste stof uit. Dit bisoxalaat kon niet in pure (niet gesolvateerde) vorm geïsoleerd worden.